# КК Улм
КК Улм немачки је кошаркашки клуб из Улма. Из спонзорских разлога пун назив клуба тренутно гласи Ратиофарм Улм. У сезони 2023/24. такмичи се у Бундеслиги Немачке и у Еврокупу.

## Историја
Клуб је настао 2001. године, након што је претходни кошаркашки клуб из овог града, Улм 1846 (основан 1970), морао због финансијских проблема да се повуче из лиге исте године. Садашњи власници, Андреас Етел и Томас Стол, су тада откупили лиценцу старог клуба и започели такмичење са новим клубом у Другој Бундеслиги. Након пет година играња у другом рангу, Улм је 2006. обезбедио пласман у Бундеслигу Немачке.
Прве две сезоне у Бундеслиги Улм је завршавао на дванаестом месту, а у сезони 2008/09. је регуларни део сезоне завршио на петом месту и по први пут изборио учешће у плеј офу, где је већ у четвртфиналу поражен са 3:0 од Бона. Сезоне 2009/10. и 2010/11. нису биле успешне јер је Улм завршавао у доњем делу табеле. Од децембра 2011. Улм игра у новој модерној дворани, Ратиофарм арени.
Сезона 2011/12. је била најуспешнија у историји клуба, Улм је као другопласирани по други пут обезбедио пласман у плеј-оф, где је успео да стигне до финала, али је у борби за титулу у финалној серији поражен од Бамберга са 3 : 0. Улм је 2012. такође постигао и најбољи резултат у Купу Немачке, пошто је на финалном турниру освојио треће место. Тај резултат је омогућио Улму учешће у квалификацијама за Евролигу у сезони 2012/13, где су већ у првом колу поражени од УНИКС-а из Казања са 91 : 73. Улм је те сезоне такмичење наставио у Еврокупу.

## Успеси
- Првенство Немачке:
  - Првак (1): 2023.
  - Вицепрвак (3): 2012, 2016, 2025.

- Куп Немачке:
  - Финалиста (3): 2013, 2014, 2024.

- Суперкуп Немачке:
  - Финалиста (1): 2012.

## Учинак у претходним сезонама
| Сез.     | Првенство Немачке | Куп Немачке   | Европско такмичење      |
| -------- | ----------------- | ------------- | ----------------------- |
| 2006/07. | 12. место         | —             | —                       |
| 2007/08. | 12, место         | —             | —                       |
| 2008/09. | Четвртфинале ПО   | —             | —                       |
| 2009/10. | 13. место         | —             | —                       |
| 2010/11. | 14. место         | —             | —                       |
| 2011/12. | Вицепрвак         | Полуфинале    | —                       |
| 2012/13. | Полуфинале ПО     | Финалиста     | Еврокуп — Четвртфинале  |
| 2013/14. | Четвртфинале ПО   | Финалиста     | Еврокуп — Осмина финала |
| 2014/15. | Полуфинале ПО     | Четвртфинале  | Еврочеленџ — Топ 32     |
| 2015/16. | Вицепрвак         | —             | Еврокуп — Топ 32        |
| 2016/17. | Полуфинале ПО     | Четвртфинале  | Еврокуп — Топ 16        |
| 2017/18. | 10. место         | Полуфинале    | Еврокуп — Топ 24        |
| 2018/19. | Четвртфинале ПО   | Осмина финала | Еврокуп — Топ 16        |
| 2019/20. | Полуфинале ПО     | Полуфинале    | Еврокуп — Топ 24        |
| 2020/21. | Полуфинале ПО     | Полуфинале    | Еврокуп — Топ 24        |
| 2021/22. | Четвртфинале ПО   | Осмина финала | Еврокуп — Четвртфинале  |
| 2022/23. | Првак             | Осмина финала | Еврокуп — Четвртфинале  |
| 2023/24. | Четвртфинале ПО   | Финалиста     | Еврокуп — Осмина финала |
| 2024/25. | Вицепрвак         | Осмина финала | Еврокуп — Топ 24        |

## Познатији играчи
- Робин Бенцинг
- Џон Брајант
- Јан Вујукас
- Пер Гинтер
- Јака Клобучар
- Борис Савовић
- Ромео Травис